# 尤寧維爾 (密歇根州)
尤寧維爾（英語：Unionville）是位於美國密歇根州土斯科拉縣哥倫比亞鎮區的一個村。

## 人口
根據2020年美國人口普查的數據，尤寧維爾的面積為2.43平方千米，當中陸地面積為2.43平方千米，而水域面積為0.00平方千米。當地共有人口481人，而人口密度為每平方千米197人。